# Leibulfo
Leibulfo, o anche Laibulf, Leibulfe, Leybulf, Letibulf o Leyboux (750 circa – 835 circa), è stato un conte della Provenza nella prima metà del IX secolo, detto anche talvolta "conte di Arles".

## Origini
Si sa che era figlio di un certo proprietario arlesiano di nome Gontier, ma le origini di Leibulfo non sono affatto conosciute, anche se con ogni probabilità, sembra sia nato in Provenza e forse proprio ad Arles dove possedeva, ex rebus proprietas, un allodio nei dintorni della città. Tuttavia la sua famiglia, secondo lo storico Jean-Pierre Poly, proveniva probabilmente da Settimania.

## Biografia
La sua ascesa al potere risale agli ultimi anni del regno di Carlo Magno (768–814) che gli concede molti dei suoi titoli. In Provenza, Leibulfo succede al conte Lupo, che come lui ha un nome gallo-romano.

### Conte di Provenza e di Settimania
Leibulfo, detto conte d'Arles o conte di Provenza, condusse insieme a Berà, Conte di Barcellona e al conte di Guascogna, Sancho Lupo I, un contingente di provenzali durante la spedizione di Luigi il Pio contro Barcellona nell'800/801.
Leibulfo venne convocato nell'812 alla corte di Aquisgrana insieme ai conti Berà di Barcellona, Gocelone del Rossiglione, Odilone di Girona e di Besalú, Gisclafredo di Carcassonne, Ermenguer d'Empúries, Ademaro di Narbona ed Erlino di Béziers, in quanto un gruppo di proprietari terrieri ispanici (vale a dire, dei nobili locali dell'antica provincia di Settimania e di Gotia o della Marca di Spagna) fecero rimostranze contro di loro, lamentandosi del fatto che sulle loro terre venissero ad essere imposti degli ingiusti e gravosi tributi. Carlomagno diede ragione ai querelanti col documento del 2 aprile 812, in cui venivano citati tutti i conti della marca di Spagna, "Berane, Gauscelino, Gisclafredo, Odilone, Ermengario, Ademaro, Leibulfo et Erlino comitibus".
Alla fine del regno di Carlomagno, sembra che il potere di Leibulfo venga ad oltrepassare una parte della Settimania dove nell'814 interviene come missus nei pagi di Narbona e d'Agde in merito ai domini di Aniane. Nel marzo dell'814, Ludovico il Pio gli conferma questa contea, in seguito alla riorganizzazione del potere carolingio nel sud della Francia e nella Marca di Spagna. Con Gocelone, marchese di Ampurias-Roussillon, e Berà, conte di Barcellona (Catalogna), è uno dei tre personaggi più rilevanti del sud all'inizio del regno di Luigi il Pio.

### Un benefattore della Chiesa
Un documento, datato 823, menziona un accordo tra Leibulfo e l'arcivescovo d'Arles, Notone.
Nell'824, una carta datata 7 novembre menziona uno scambio di terre con Notone, l'arcivescovo d'Arles, come viene descritto nel Diplomata Ludovici Pii Imperatoris. Questo scambio viene confermato il 3 gennaio dell'825 dall'Imperatore. Leibulfo risulta essere un benefattore del monastero di Lérins, e secondo Jean-Pierre Poly, egli sarebbe il fondatore dell'abbazia di Saint-André di la Cappe, su un'isola del Rodano a valle di Arles.

### Morte
La sua morte sopravviene dopo il 16 marzo dell'829, data della sua ultima donazione al monastero di Lérins, l'abbazia di Saint-André che aveva costruito sull'île de la Cappe, ad Aniane Secondo alcuni, questa devozione è da rintracciare nelle origini meridionali del conte e spiegherebbero diverse donazioni, permesse tra l'816 e l'820 dal re Ludovico il Pio; queste donazioni, riguardo a possedimenti arlesiani (Saint-Martin, Mornas, Massatia, ...), non avrebbero potuto essere state fatte se non con il consenso del conte. Bernardo I di Tolosa riceve i suoi honores.
Forse visse comunque fino all'835, allorché per combattere i pirati, l'imperatore Ludovico il Pio convoca tutti i conti provenzali sotto l'autorità di un duca residente ad Arles, forse Leibulfo. Un placito, datato 843/844, menziona Leibulfo come conte d'Arles; ma sembra poco probabile che a questa data egli fosse ancora in vita.
Il duca Guerino, o il conte Audiberto secondo Jean-Pierre Poly, gli succedettero in Provenza.

## Matrimonio e discendenza
Leibulfo aveva una moglie, chiamata Oda o Odda, anche lei benefattrice di Lérins.
Non si conosce la sua discendenza diretta. Ad ogni modo, negli anni 900-920, emerge un certo Ghigo d'origine nobile, ex-chierico d'Arles diventato vescovo di Gerona, che cede a strane condizioni verso il 922/923 alla cattedrale d'Arles, tra gli altri allodi, l'abbazia di Saint-André di la Cappe. Questo Ghigo appare come legittimista nel conflitto che aveva opposto poco tempo prima l'antica nobiltà ai borgognoni. È comunque possibile sia un discendente del conte Leibulfo.

### Fonti primarie
- (LA)  Rerum Gallicarum et Francicarum Scriptores, tomus sextus.

### Letteratura storiografica
- G.L. Burr, La rivoluzione carolingia e l'intervento franco in italia, in Storia del mondo medievale, volume II, Cambridge, Cambridge University Press, 1999,  pp. 336-357.
- René Poupardin, Ludovico il Pio, in Storia del mondo medievale, volume II, Cambridge, Cambridge University Press, 1999,  pp. 558-582.
- (EN)  Archibald R. Lewis, The Development of Southern French and Catalan Society, 718-1050, Austin, University of Texas Press, 1965.
- (FR)  Paul-Albert Février, La donation faite à Lérins par le comte Leibulfe. in Provence Historique, Vol. VI., 1956.
- (FR)  Jean-Pierre Poly, La Provence et la société féodale 879-1166, Bordas, Paris, 1976. ISBN 2-04-007740-5
- (EN) Foundation for Medieval Genealogy: Provence - Early Counts., su fmg.ac.